# Aethalopteryx atrireta
Aethalopteryx atrireta is een vlinder uit de familie houtboorders (Cossidae). De wetenschappelijke naam van deze soort werd voor het eerst geldig gepubliceerd in 1910 door Hampson als Phragmatoecia atrireta.
De soort komt voor in tropisch Afrika.